# Colostygia puengeleri
Colostygia puengeleri is een vlinder uit de familie spanners (Geometridae). De wetenschappelijke naam is voor het eerst geldig gepubliceerd in 1902 door Stertz.
De soort komt voor in Europa.